# 삼각 함수
수학에서 삼각 함수(三角函數, 영어: trigonometric functions, angle functions, circular functions 또는 goniometric functions)는 직각삼각형의 각을 직각삼각형의 변들의 길이의 비에 대응시키는 함수이다. 삼각 함수는 복소수의 지수 함수의 실수 · 허수 부분이며, 따라서 복소수를 다룰 때 핵심적인 역할을 한다. 가장 근본적인 주기 함수이며, 각종 주기적 현상을 다룰 때 푸리에 급수의 형태로 등장한다.

사인 함수와 코사인 함수의 그래프

삼각 함수에는 3개의 기본적인 함수가 있으며, 이들은
- 사인(영어: sine, 문화어: 시누스, 기호 {\displaystyle \sin })
- 코사인(영어: cosine, 문화어: 코시누스, 기호 {\displaystyle \cos })
- 탄젠트(영어: tangent, 문화어: 탕겐스, 기호 {\displaystyle \tan })

라고 한다. 이들의 역수는 각각
- 코시컨트(영어: cosecant, 기호 {\displaystyle \csc })
- 시컨트(영어: secant, 기호 {\displaystyle \sec })
- 코탄젠트(영어: cotangent, 기호 {\displaystyle \cot })

라고 한다.
삼각 함수는 항법학과 측지학 등에서 널리 응용된다.

## 정의

### 직각 삼각형을 통한 정의

직각 삼각형 위에서 나타낸 삼각 함수

각 {\displaystyle C}가 직각인 삼각형 {\displaystyle ABC}에서, 각 {\displaystyle A}, {\displaystyle B}, {\displaystyle C}의 마주보는 변의 길이를 {\displaystyle a}, {\displaystyle b}, {\displaystyle c}라고 할 때, 사인, 코사인, 탄젠트의 정의는 다음과 같다.
{\displaystyle \sin A={\frac {a}{c}}}
{\displaystyle \cos A={\frac {b}{c}}}
{\displaystyle \tan A={\frac {a}{b}}}
또한, 코시컨트, 시컨트, 코탄젠트는 위 세 함수의 역수가 되며, 다음과 같이 정의한다.
{\displaystyle \csc A={\frac {c}{a}}={\frac {1}{\sin A}}}
{\displaystyle \sec A={\frac {c}{b}}={\frac {1}{\cos A}}}
{\displaystyle \cot A={\frac {b}{a}}={\frac {1}{\tan A}}}
이 정의는 임의의 예각에 대하여 유효하다.

### 단위원을 통한 정의

단위원 위에서 나타낸 삼각 함수

좌표평면에서 원점을 중심으로 하고 반지름의 길이가 1인 원을 단위원이라고 한다. 이 단위원 위의 점 {\displaystyle (x,y)}에 대해, {\displaystyle x}축과 점과 원점을 잇는 직선 사이의 각을 {\displaystyle \theta } 라고 하면, 다음과 같이 정의한다.
{\displaystyle \sin \theta =y}
{\displaystyle \cos \theta =x}
또한, 나머지 함수들을 다음과 같이 정의한다.
{\displaystyle \tan \theta ={\frac {\sin \theta }{\cos \theta }}}
{\displaystyle \sec \theta ={\frac {1}{\cos \theta }}}
{\displaystyle \csc \theta ={\frac {1}{\sin \theta }}}
{\displaystyle \cot \theta ={\frac {1}{\tan \theta }}={\frac {\cos \theta }{\sin \theta }}}
이 정의는 임의의 실수에 대하여 유효하며, 예각의 경우 위 정의와 호환된다.

### 복소수 삼각 함수
임의의 복소수 {\displaystyle x\in \mathbb {C} }에 대하여, 그 사인과 코사인은 복소수 지수 함수를 사용하여 다음과 같이 정의한다.:43–44
{\displaystyle \sin x={\frac {\mathrm {e} ^{\mathrm {i} x}-\mathrm {e} ^{-\mathrm {i} x}}{2\mathrm {i} }}}
{\displaystyle \cos x={\frac {\mathrm {e} ^{\mathrm {i} x}+\mathrm {e} ^{-\mathrm {i} x}}{2}}}
만약 {\displaystyle x}가 실수일 때, 이는 오일러 공식
{\displaystyle \mathrm {e} ^{\mathrm {i} x}=\cos x+\mathrm {i} \sin x}
{\displaystyle \mathrm {e} ^{\mathrm {i} x}=\cos x+\mathrm {i} \sin x}
에서 두 삼각 함수를 꺼낸 것과 같다. (물론, 이는 복소수에 대해서도 성립하지만, 오일러 공식은 보통 실수에 대한 항등식을 뜻한다.)
나머지 함수들을 다음과 같이 정의한다.
{\displaystyle \tan \theta ={\frac {\sin \theta }{\cos \theta }}}
{\displaystyle \sec \theta ={\frac {1}{\cos \theta }}}
{\displaystyle \csc \theta ={\frac {1}{\sin \theta }}}
{\displaystyle \cot \theta ={\frac {1}{\tan \theta }}={\frac {\cos \theta }{\sin \theta }}}

## 성질

### 주기성과 특이점

사인과 코사인의 그래프
탄젠트 그래프
코시컨트 그래프

사인 · 코사인 · 코시컨트 · 시컨트는 주기가 {\displaystyle 2\pi }인 주기함수이다. 즉, 임의의 복소수 {\displaystyle z\in \mathbb {C} }에 대하여,
{\displaystyle \sin z=\sin(z+2\pi )}
{\displaystyle \cos z=\cos(z+2\pi )}
{\displaystyle \csc z=\csc(z+2\pi )}
{\displaystyle \sec z=\sec(z+2\pi )}
탄젠트 · 코탄젠트는 주기가 {\displaystyle \pi }인 주기함수이다. 즉, 임의의 복소수 {\displaystyle z\in \mathbb {C} }에 대하여,
{\displaystyle \tan z=\tan(z+\pi )}
{\displaystyle \cot z=\cot(z+\pi )}
사인과 코사인은 실수선 위에서 해석함수이며, 복소 평면 위에서 정칙함수이다. 이들은 복소 무한대 {\displaystyle {\hat {\infty }}}에서 본질적 특이점을 갖는다.
탄젠트는 실수선의 {\displaystyle \pi /2+n\pi } ({\displaystyle n\in \mathbb {Z} })에서 정의되지 않는다.
- 사인과 코사인의 그래프
- 탄젠트 그래프
- 코시컨트 그래프

### 대칭
사인 · 탄젠트 · 코시컨트는 홀함수이다. 즉, 임의의 복소수 {\displaystyle z\in \mathbb {C} }에 대하여,
{\displaystyle \sin(-z)=-\sin z}
{\displaystyle \tan(-z)=-\tan z}
{\displaystyle \csc(-z)=-\csc z}
코사인 · 코탄젠트 · 시컨트는 짝함수이다. 즉, 임의의 복소수 {\displaystyle z\in \mathbb {C} }에 대하여,
{\displaystyle \cos(-z)=\cos z}
{\displaystyle \cot(-z)=\cot z}
{\displaystyle \sec(-z)=\sec z}

### 특별한 값

단위원 위의 각 점의 좌표

특별한 각에서의 삼각 함수의 값은 다음과 같다.

0º, 90º sin, cos, tan

{\displaystyle {180^{\circ }}={\pi }\;\mathrm {rad} }(라디안)
| 특수각                       | sin                           | cos                           | tan                           |
| ---------------------------- | ----------------------------- | ----------------------------- | ----------------------------- |
| {\displaystyle 0} (0˚)       | {\displaystyle 0}             | {\displaystyle 1}             | {\displaystyle 0}             |
| {\displaystyle \pi /6} (30˚) | {\displaystyle 1/2}           | {\displaystyle {\sqrt {3}}/2} | {\displaystyle 1/{\sqrt {3}}} |
| {\displaystyle \pi /4} (45˚) | {\displaystyle {\sqrt {2}}/2} | {\displaystyle {\sqrt {2}}/2} | {\displaystyle 1}             |
| {\displaystyle \pi /3} (60˚) | {\displaystyle {\sqrt {3}}/2} | {\displaystyle 1/2}           | {\displaystyle {\sqrt {3}}}   |
| {\displaystyle \pi /2} (90˚) | {\displaystyle 1}             | {\displaystyle 0}             | 정의되지 않음                 |

### 부호
각 사분면에 따른 삼각 함수의 부호는 다음과 같다.
| 사분면 | sin과 csc | cos과 sec | tan와 cot |
| ------ | --------- | --------- | --------- |
| I      | +         | +         | +         |
| II     | +         | −         | −         |
| III    | −         | −         | +         |
| IV     | −         | +         | −         |

### 항등식
삼각 함수 사이에는 더 많은 항등식이 존재한다. 예를 들어, 피타고라스 정리에 따라, 다음과 같은 항등식들이 성립한다. (이는 간혹 피타고라스 항등식으로 불린다.)
{\displaystyle \sin ^{2}x+\cos ^{2}x=\sec ^{2}x-\tan ^{2}x=\csc ^{2}x-\cos ^{2}x=1}
또한, 다음과 같은 항등식들이 성립한다. (이는 간혹 삼각 함수의 덧셈 정리로 불린다.)
{\displaystyle \sin(x\pm y)=\sin x\cos y\pm \cos x\sin y}
{\displaystyle \cos(x\pm y)=\cos x\cos y\mp \sin x\sin y}
이에 대한 증명은 여러 가지가 있다.
- (“제2”) 코사인 법칙과 피타고라스 정리를 연립하여 유도할 수 있다.
- “제1 코사인 법칙”과 사인 법칙을 연립하여 유도할 수 있다.
- 3차원 유클리드 공간의 스칼라곱을 사용할 수 있다.
- 오일러 공식을 사용할 수 있다.

특히, 다음과 같은 항등식들이 성립한다. (이는 간혹 배각 공식으로 불린다.)
{\displaystyle \sin 2x=2\sin x\cos x}
{\displaystyle \cos 2x=\cos ^{2}x-\sin ^{2}x=1-2\sin ^{2}x=2\cos ^{2}x-1}

## 응용

### 사인 법칙
사인 법칙은 임의의 삼각형 ABC에서 각 A, B, C의 대변 a, b, c에 대해 다음과 같은 관계를 만족함을 나타낸다.
{\displaystyle {\frac {\sin A}{a}}={\frac {\sin B}{b}}={\frac {\sin C}{c}}}
마찬가지로,
{\displaystyle {\frac {a}{\sin A}}={\frac {b}{\sin B}}={\frac {c}{\sin C}}=2R}
도 성립한다. 여기서 R은 삼각형의 외접원의 반지름의 길이를 나타낸다.

### 코사인 법칙
코사인 법칙에는 총 두 가지의 법칙이 있다.
코사인 제 1 법칙에 따르면,
{\displaystyle c=b\cos A+a\cos B}
양변의 길이와 알고자 하는 변 사이의 두 각의 크기를 알 경우, 다른 한 변의 길이를 알아낼 때 사용할 수 있다.
코사인 제 2 법칙은 피타고라스의 정리를 확장한 것이다.
{\displaystyle c^{2}=a^{2}+b^{2}-2ab\cos C}
가 성립하고, 위의 식을 변형하면
{\displaystyle \cos C={\frac {a^{2}+b^{2}-c^{2}}{2ab}}}
와 같이 나타낼 수 있다.
코사인법칙은 두 변의 길이와 끼인각의 크기를 알 때 삼각형의 나머지 한 변의 길이를 구할 때 유용하게 쓸 수 있다. 또한 모든 변의 길이를 알고 있을 때 각의 코사인값을 구할 때에도 사용할 수 있다.

### 탄젠트 법칙
탄젠트법칙은 임의의 삼각형 ABC에서 각 A, B의 대변 a, b에 다음과 같은 식을 만족시킨다.
{\displaystyle {\frac {a+b}{a-b}}={\frac {\tan {{1 \over 2}(A+B)}}{\tan {{1 \over 2}(A-B)}}}}

## 역사
기원전 2~1세기 그리스의 히파르코스와 프톨레마이오스 등은 각도에 대해 달라지는 현의 길이를 다룬 적이 있다.
현재 쓰는 것과 같은 삼각 함수의 원형은 굽타 시대 인도 천문학에서 찾아볼 수 있다. 기원후 4~5세기 인도의 천문학 책이 산스크리트어에서 아랍어를 통해 라틴어로 번역되면서 유럽에 전해졌다. 5세기 초 발간된 인도의 천문학 서적 『수우르야 싯단타(Sūrya Siddhānt, 태양에 관한 지식)』에는 세계 최초로 삼각 함수에 관해 정확하고 자세하게 표현된 설명이 기록되어 있다.
삼각 함수가 동아시아에 전해진 것은 16~17세기 때이다.

## 어원
영어 ‘사인(sine)’은 라틴어 sinus에서 왔는데, 이는 12세기의 유럽 번역가들이 아랍어 جَيْب(jayb)를 ‘옷의 목부분, 옷깃’으로 보고 라틴어로 번역한 것이다. 하지만 이 단어는 실제로는 ‘활시위’를 뜻하는 산스크리트어 ज्या(jyā, 베다 jiyā́)를 음차한 것이다.
‘탄젠트(tangent)’는 ‘접한다’는 뜻의 라틴어 tangens에서 왔고, ‘시컨트(secant)’는 ‘자른다’는 뜻의 라틴어 secans에서 왔다. 각각 원에 접하는 선과 자르는 선에 빗대어 붙인 이름이다.
코사인, 코탄젠트, 코시컨트의 ‘코(co-)’가 처음 쓰인 책으로는 에드먼드 건터의 Canon triangulorum(1620년)이 있는데, ‘여각의 사인’(sinus complementi)을 ‘코사인(cosinus)’으로 줄여 부른 것이다.
한자 문화권에서는 독일의 선교사·과학자인 요한 슈렉이 명나라에서 저술한 《대측(大測)》(1631) 등의 책에서 사인·코사인·탄젠트를 각각 정현(正弦)·여현(餘弦)·정절(正切)이라고 번역했다. 코탄젠트·시컨트·코시컨트는 각각 여절(餘切)·정할(正割)·여할(餘割)이라 한다. 이 이름은 근대화되기 전의 조선·일본에서 쓰였고, 지금도 중국에서 쓰인다.

## 같이 보기
- 싱크함수
- 자연로그의 밑
- 테일러 급수
- 오일러의 등식
- 원뿔
- 헤론의 공식
- 체비셰프 다항식
- 베르누이 수
- 역삼각 함수

## 참고 문헌
1. ↑  Ahlfors, Lars Valerian (1979). 《Complex analysis. An introduction to the theory of analytic functions of one complex variable》. International Series in Pure and Applied Mathematics (영어) 3판. 뉴욕: McGraw-Hill Book Company. ISBN 978-1-259-06482-1. MR 0510197. Zbl 0395.30001. IA complexanalysisi0000ahlf_v7n1.
2. ↑  (울프럼알파)http://www.wolframalpha.com/input/?i=sin(x%2B2pi)
3. ↑  (울프럼알파)http://www.wolframalpha.com/input/?i=cos(x%2B2pi)
4. ↑  김, 종명 (2010년 2월). “한국수학사학회지 제23권 제1호(2010년 2월)” (PDF).